# The Strange Case Of...
The Strange Case Of... es el segundo álbum de estudio de la banda de rock estadounidense Halestorm, lanzado el 10 de abril de 2012 por el sello discográfico Atlantic Records.
El álbum fue producido por Howard Benson, quien había producido el álbum debut de la banda en 2009. El primer sencillo del álbum: "Love Bites (So Do I)", ganó un premio Grammy en la categoría de mejor interpretación de hard rock/metal. El segundo sencillo: "Freak Like Me", fue el primero de toda la banda en alcanzar el puesto número uno en el Mainstream Rock Tracks.

## Lista de canciones
| The Strange Case Of... |                                             |                                                           |          |  |
| N.º                    | Título                                      | Escritor(es)                                              | Duración |  |
| 1.                     | «Love Bites (So Do I)»                      | Lzzy Hale · Dave Bassett                                  | 3:11     |  |
| 2.                     | «Mz. Hyde»                                  | Lzzy Hale · Scott Stevens                                 | 3:22     |  |
| 3.                     | «I Miss the Misery»                         | Lzzy Hale · Christine Danielle Connolly · Scott Stevens   | 3:03     |  |
| 4.                     | «Freak Like Me»                             | Lzzy Hale · Johnny Andrews · Rob Graves                   | 3:38     |  |
| 5.                     | «Beautiful with You»                        | Lzzy Hale · Nina Ossoff · Dana Calitri · Maria Sommer     | 3:16     |  |
| 6.                     | «In Your Room»                              | Lzzy Hale · Zac Maloy                                     | 2:46     |  |
| 7.                     | «Break In»                                  | Lzzy Hale · Aimée Proal · Rob Graves · Mark L. Holman     | 4:45     |  |
| 8.                     | «Rock Show»                                 | Lzzy Hale · Julian Emery · Jim Irvin                      | 3:19     |  |
| 9.                     | «Daughters of Darkness»                     | Lzzy Hale · Blair Daly                                    | 3:55     |  |
| 10.                    | «You Call Me a Bitch Like It's a Bad Thing» | Lzzy Hale · Nina Ossoff · Dana Calitri                    | 3:11     |  |
| 11.                    | «American Boys»                             | Lzzy Hale · Robert Huff                                   | 3:28     |  |
| 12.                    | «Here's to Us»                              | Lzzy Hale · Toby Gad · Danielle Brisebois · Brian Connors | 2:58     |  |
| 13.                    | «Don't Know How to Stop»                    | Lzzy Hale · Julian Emery · Jim Irvin · Jason Keith Perry  | 3:55     |  |
| 14.                    | «Private Parts» (ft. James Michael)         | Lzzy Hale · James Michael                                 | 3:59     |  |
| 15.                    | «Hate It When You See Me Cry»               | Lzzy Hale                                                 | 3:11     |  |

## Personal
- Lzzy Hale: Voz principal, guitarra rítmica, teclado y piano.
- Arejay Hale: Batería, percusión y coros.
- Joe Hottinger: Guitarra principal y coros.
- Josh Smith: Bajo eléctrico.